# Club Voleibol Logroño
El Club Voleibol Logroño fue un club de voleibol femenino que compitió en la Superliga de España. Comenzó llamándose Club Voleibol Murillo pero modificó su denominación tras su traslado definitivo en 2015 de la localidad de Murillo de Río Leza a la de Logroño (ambas en La Rioja, España).
Desapareció en 2020 por problemas económicos. 

## Historia
El club se fundó en la temporada 2004 / 2005 con un equipo juvenil. Ese año consiguió el Campeonato Territorial Juvenil, ganando a Haro en el Play Off.
En la temporada 2005 / 2006 se formó un equipo de 2ª Nacional, más el equipo juvenil y un infantil.
Durante dos años el equipo principal permaneció en segunda y en la temporada 2007 / 2008, consiguió el ascenso a 1ª Nacional.
Por temas de ajuste de inscripciones accedió a una plaza libre en Liga FEV.
En la primera temporada en liga FEV, 2008 / 2009, quedó segundo y consiguió el ascenso a Superliga 2.
Hasta la temporada 2009 / 2010 ha competido bajo la denominación Nuchar Tramek Murillo por el patrocinio de Nuchar y de Tramek. En la temporada 2010 / 2011 Eurochamp se incorpora como patrocinador y el club pasa a competir como Nuchar Eurochamp Murillo.
La temporada 2010 / 2011 comienza con la adjudicación del II Triangular Ciudad de Torrelavega con la victoria sobre los equipos de Superliga, Haro Rioja Vóley y Cantabria Infinita y del VII Memorial Lorena Ojeda con la victoria sobre los equipos de Superliga, Haro Rioja Vóley y Agrupación Deportiva A Pinguela.
Comienza el año 2011 adjudicándose el I Torneo de Navidad - Gobierno de La Rioja frente al Universidad de Burgos de Superliga, venciendo tras un duro partido a 5 sets por 3-2.
El 12 de marzo de 2011 se proclama Campeón de Superliga 2 femenina y consigue el ascenso a Superliga. Además obtiene el récord absoluto de victorias consecutivas en Superliga 2 con 19, ampliándolo a 20 en la última jornada disputada el 19 de marzo, logrando así un pleno de victorias en la temporada.
El 26 de noviembre de 2011 consigue un hito histórico al conseguir el primer puesto en la tercera jornada de Superliga.
En 2012, en su primera participación en la Copa de la Reina celebrada en Salou, alcanza la final enfrentándose al equipo también riojano del Haro Rioja Vóley.
Finaliza la superliga en tercera posición tras perder en el play-off de semifinales de nuevo contra Haro Rioja Vóley.
En la temporada 2012 / 2013 la empresa Tramek vuelve a patrocinar el equipo y cubre la baja dejada por Eurochamp. En esta temporada consigue el subcampeonato en Superliga y en la Copa de la Reina.
En la temporada 2013 / 2014 de nuevo hay un cambio de patrocinador pasando a competir con el nombre Embalajes Blanco Tramek Murillo. Comenzó la temporada ganando la Supercopa de España, para seguir después ganando XXXIX edición de la Copa de la Reina y finalmente la Superliga.
Al finalizar la temporada, tras haber ganado las tres competiciones que disputó, y para poder jugar competición europea, decide su traslado a Logroño, donde contará con un nuevo patrocinador Naturhouse que dará nombre a su equipo profesional, pasando a llamarse Naturhouse Ciudad de Logroño.
En la temporada 2014/2015 ya con su nuevo nombre Naturhouse Ciudad de Logroño comienza conquistando de nuevo la Supercopa de España, posteriormente la Copa de la Reina, antes de finalizar la temporada es designado como Mejor Entidad Deportiva de La Rioja y la finaliza consiguiendo de nuevo la Superliga.
La temporada 2015/2016 comienza otra vez conquistando Superliga y de nuevo la Superliga, consiguiendo así su tercer triplete consecutivo.
Es en la temporada 2016/2017 cuando compite por última vez con el nombre Naturhouse Ciudad de Logroño consiguiendo su cuarta Superliga pero solo pudiendo ser subcampeón de la Supercopa de España y de la Copa de la Reina.
En la temporada 2017/2018 estrena nuevo patrocinio y compite con el nombre de Minis de Arluy Voleibol Logroño. El 12 de noviembre de 2017 consigue su cuarta Supercopa de España, el 4 de abril de 2018 su cuarta Copa de la Reina y el 27 de abril de 2018 su quinta Superliga denominada esta temporada Liga Iberdrola.
En la temporada 2018/2019 comenzó ganando Supercopa de España ante el Haris de Tenerife, obteniendo de esa manera su quinto entorchado. En febrero de 2019 alcanzó su quinta Copa de la Reina, llegando así a los quince títulos de la máxima categoría del Voleibol Femenino Español.
El Club se caracteriza por tener presencia en distintos encuentros, eventos y celebraciones en los que se destaca el papel de la mujer, la igualdad de género, la lucha contra el cáncer de mama, etc. Además asiste con regularidad a distintos foros en los que se reclama su presencia, obteniendo de esta manera un importante reconocimiento social en la Ciudad de Logroño.
Mantiene además relaciones con distintos colegios e institutos de Logroño y Murillo, para fomentar el voleibol y competir en las categorías inferiores. Cerca de 200 niñas componen la cantera del Club Voleibol Logroño

## Plantillas

### Temporada 2018-2019: Minis de Arluy Voleibol Logroño
| #                                                                                          | Nombre               | F.Nacimiento            | Estatura | Origen         | Co | Re | Ce | Op | Li |
| ------------------------------------------------------------------------------------------ | -------------------- | ----------------------- | -------- | -------------- | -- | -- | -- | -- | -- |
| 3                                                                                          | Fernanda Gritzbach   | 10 de enero de 1984     | 1,93 m   | Brasil         |    |    | x  |    |    |
| 5                                                                                          | Amelia Portero       | 28 de mayo de 1995      | 1,80 m   | España         |    | x  |    |    |    |
| 6                                                                                          | Daniela da Silva     | 10 de mayo de 1981      | 1,81 m   | Brasil         |    |    |    | x  |    |
| 7                                                                                          | Vicky Michele Savard | 14 de febrero de 1993   | 1,85 m   | Canadá         |    | x  |    |    |    |
| 8                                                                                          | Danira Costa         | 7 de enero de 1992      | 1,80 m   | España         | x  |    |    |    |    |
| 12                                                                                         | Ashley Evans         | 23 de diciembre de 1994 | 1,87 m   | Estados Unidos | x  |    |    |    |    |
| 13                                                                                         | Helia González       | 25 de agosto de 1985    | 1,79 m   | España         |    | x  |    |    |    |
| 15                                                                                         | Alba Sánchez         | 9 de septiembre de 1991 | 1,78 m   | España         |    | x  |    |    |    |
| 16                                                                                         | Melissa Rangel       | 16 de octubre de 1994   | 1,93 m   | Colombia       |    |    | x  |    |    |
| 17                                                                                         | Iva Pejkovic         | 3 de julio de 1984      | 1,87 m   | Serbia         |    |    | x  |    |    |
| 18                                                                                         | Patricia Llabrés     | 15 de abril de 1996     | 1,68 m   | España         |    |    |    |    | x  |
| Entrenador: Juan Diego García Asistente: Esther López Estadístico: Javier Blanco           |                      |                         |          |                |    |    |    |    |    |
| 1º Supercopa de España 2018 1º Copa de la Reina de Voleibol 2019 1º Liga Iberdrola 2018-19 |                      |                         |          |                |    |    |    |    |    |

## Trayectoria del primer equipo femenino
| Competición      | Temporada | Resultado                                                                                             |
| ---------------- | --------- | --- |
| Segunda División | 2005/2006 | |
| Segunda División | 2006/2007 | |
| Segunda División | 2007/2008 | Ascenso a Primera División pero accede a Liga FEV por ajustes de inscripción.                         |
| Liga FEV         | 2008/2009 | 2º - Ascenso a Superliga 2                                                                            |
| Superliga 2      | 2009/2010 | 3º en Superliga 2 - Campeón de la Copa de La Princesa.                                                |
| Superliga 2      | 2010/2011 | Campeón de Superliga 2 y ascenso a Superliga. Pleno de victorias en la temporada, 20 de 20 partidos.  |
| Superliga        | 2011/2012 | 3º en Superliga - Subcampeón de la Copa de la Reina.                                                  |
| Superliga        | 2012/2013 | 2º en Superliga - Subcampeón de la Copa de la Reina.                                                  |
| Superliga        | 2013/2014 | Campeón de Superliga - Campeón de la Copa de la Reina - Campeón de la Supercopa de España.            |
| Superliga        | 2014/2015 | Campeón de Superliga - Campeón de la Copa de la Reina - Campeón de la Supercopa de España.            |
| Superliga        | 2015/2016 | Campeón de Superliga - Campeón de la Copa de la Reina - Campeón de la Supercopa de España.            |
| Superliga        | 2016/2017 | Campeón de Superliga - Subcampeón de la Copa de la Reina - Subcampeón de la Supercopa de España.      |
| Superliga        | 2017/2018 | Campeón de la Copa de la Reina - Campeón de la Supercopa de España - Campeón de la Superliga Femenina |
| Superliga        | 2018/2019 | Campeón de la Copa de la Reina - Campeón de la Supercopa de España - Campeón de la Superliga Femenina |
| Superliga        | 2019/2020 | Campeón de la Copa de la Reina - Campeón de la Supercopa de España                                    |